# Překryt kabiny

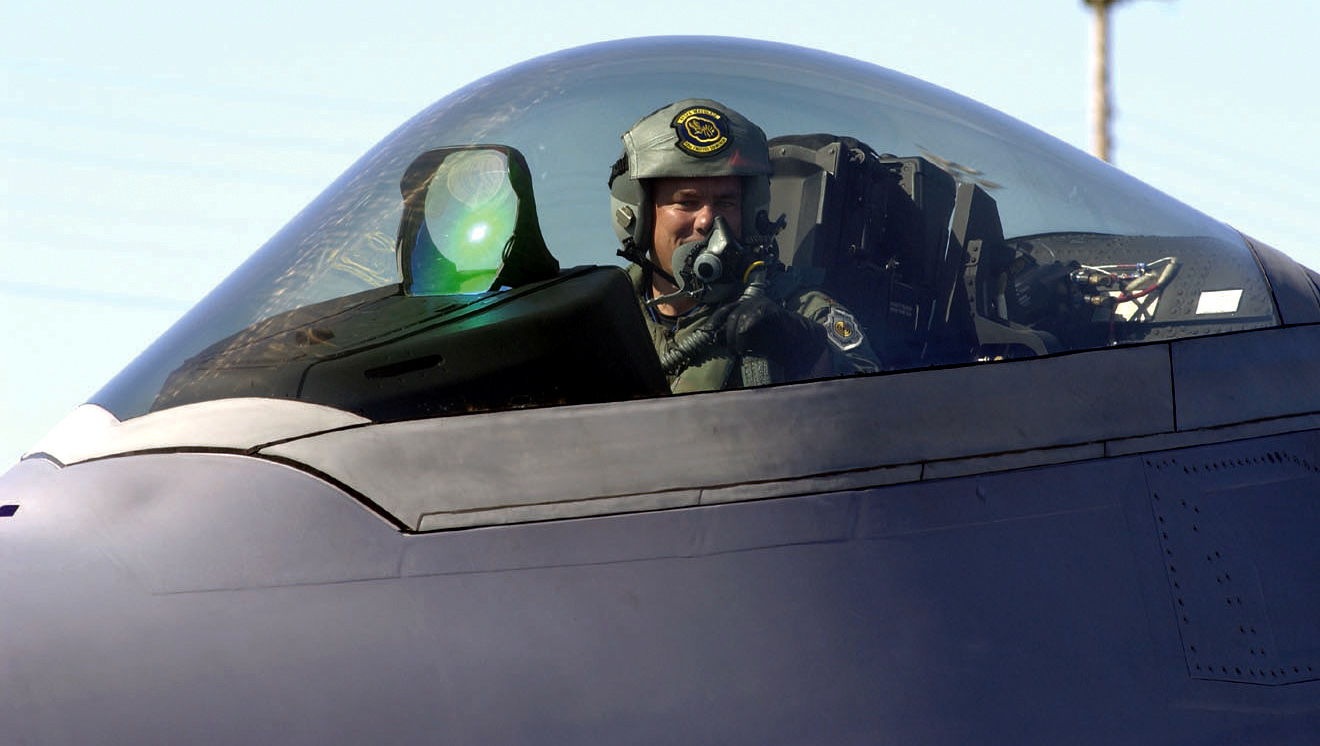
Kapkovitý překryt letounu Lockheed Martin F-22 Raptor

Překryt kabiny je průhledný kryt nad kokpitem některých typů letadel. Poskytuje řízené a někdy přetlakové prostředí pro osoby v letadle a umožňuje větší zorné pole nad tradiční letovou palubou. Tvar překrytu je kompromisem navrženým tak, aby minimalizoval aerodynamický odpor a zároveň maximalizoval viditelnost pro piloty a ostatní členy posádky.
První letadla neměla žádné překryty. Piloti byli vystaveni větru a počasí, i když většina letů probíhala za dobrého počasí. Během první světové války stále neměla většina letadel žádný překryt kabiny, i když často měla malé čelní sklo, které odráželo oplach vrtule i vítr a chránilo pilotův obličej. Ve 20. a 30. letech 20. století si zvyšující se rychlost a výška letů vyžádaly plně uzavřený kokpit a překryty kabiny se staly běžnějšími.
Rané překryty byly vyrobeny z mnoha kusů plochého skla uchyceného v rámu a příčkami. Příčky snižovaly viditelnost, což bylo nepříjemné obzvláště pro vojenská letadla. Také skleněné překryty byly mnohem těžší než akrylátové, které byly poprvé představeny krátce před druhou světovou válkou. Mnoho letadel používalo vestavěné překryty, které omezovaly viditelnost pro pilota. Některá letadla jako Curtiss P-40 Warhawk a North American F-107 používaly panely s okýnky pro výhled dozadu, které nebyly určeny pouze pro periferní vidění, ale zajišťovaly ventilaci a cirkulaci vzduchu pro kokpit. Kryt z akrylátu byl použit u letadel jako Supermarine Spitfire a Westland Whirlwind, což poskytlo lepší výhled do všech stran, snížilo hmotnost a dalo další výhody oproti klasickému překrytu. Na většině stíhacích letadel se dosud kapkovitý překryt používá.

## Typy

### Malcolm Hood

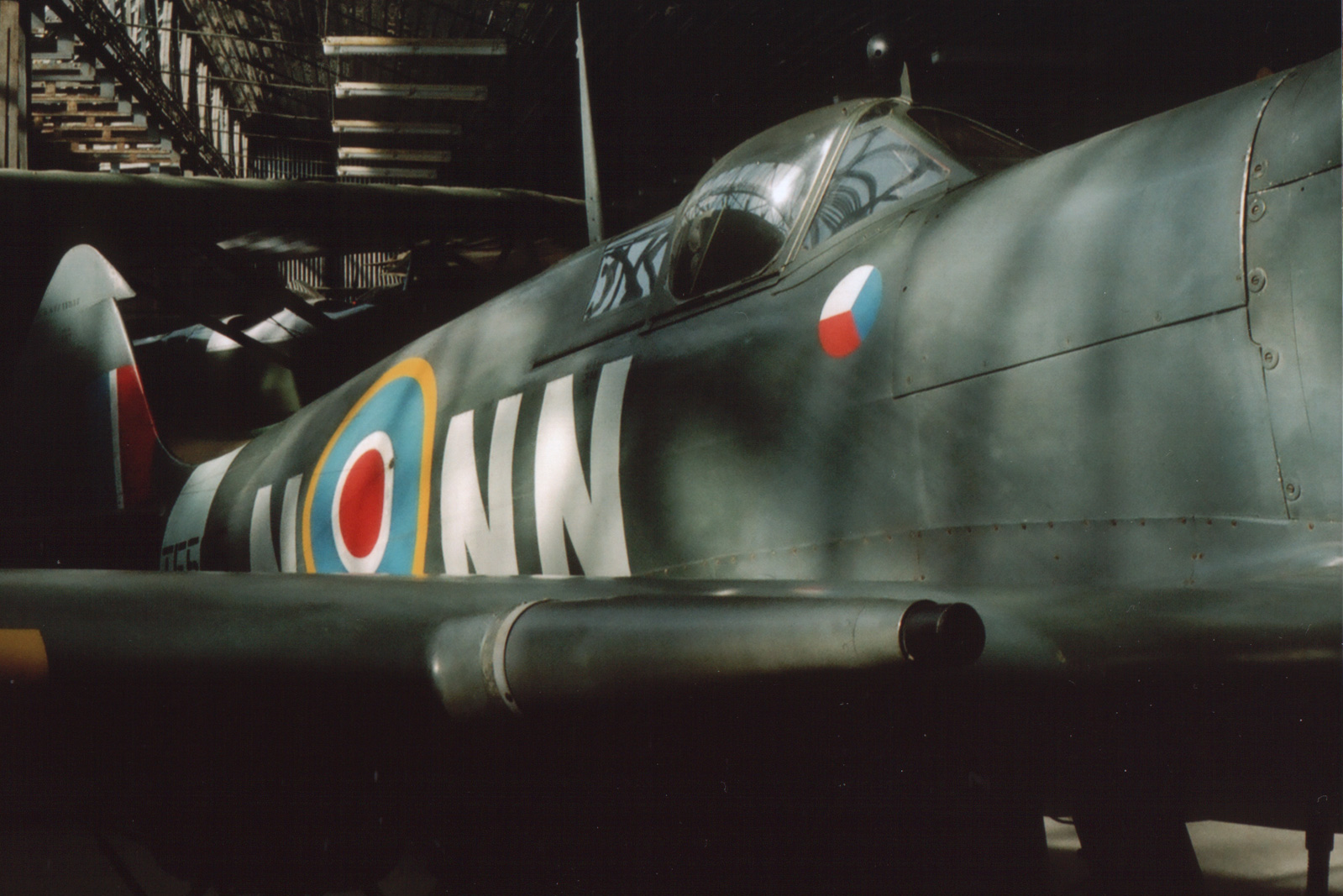
Spitfire 310. peruti s překrytem typu Malcolm, Letecké muzeum Kbely

Malcolm hood (Malcolmův překryt či překryt typu Malcolm) je typ překrytu kabiny, který byl vyvinut pro britský stíhací letoun Supermarine Spitfire, ale jeho koncepce se osvědčila tak, že byl dodatečně instalován i u některých exemplářů typu P-51 B a C, a standardně na pozdějších variantách typu Vought F4U Corsair a jeho koncepci napodobily i pozdější varianty německého stíhacího stroje Focke-Wulf Fw 190.
Původním výrobcem překrytu byla britská společnost R. Malcolm & Co, která mu dala jméno. Namísto rovných linií mezi rámy překrytu bylo sklo vybouleno vně, což pilotovi poskytlo lepší výhled dozadu.
| „ | ...původní nedostatky Corsairu byly průběžně odstraňovány... 689. vyrobený F4U-1 přinesl řadu podstatných změn. Nejviditelnější z nich bylo zvýšení kokpitu o 18 centimetrů (7,1 palce) aby byl zlepšen pilotův výhled vpřed, a vyboulený překryt navržený tvarově podobný jako „Malcolm Hood“ užívaný na Spitfirech, který nahradil původní rámovanou „ptačí klec“ aby byl poskytnut lepší výhled. | “ |